# دهستان هاستیناپور
دهستان هاستیناپور (به لاتین: Hastinapur Gewog) یک دهستان در کشور بوتان است که در ناحیهٔ سادروپ جونگخار واقع شده‌است.